# Enrico Piaggio
Enrico Piaggio   (Pegli, 22 de febrer de 1905 - Montopoli in Val d'Arno, 16 d'octubre de 1965) va ser un empresari italià.
El seu pare fou Rinaldo Piaggio, el fundador de Piaggio. Enrico es va graduar en Economia a la Universitari de Gènova el 1927. El 1951 va rebre un grau superior en enginyeria de la Universitat de Pisa. Enrico i el seu germà Armando van heretar el negoci d'enginyeria familiar el 1938, quan morí el pare. Enrico va prendre la decisió de fabricar Vespes.